# Damals in Hollywood
Damals in Hollywood (Originaltitel: Hollywood Cavalcade) ist eine US-amerikanische Filmkomödie aus dem Jahr 1939 mit zahlreichen Gastauftritten von Stars aus der Stummfilmzeit. Der Film wurde von 20th Century Fox produziert und lehnt sich an das Leben des Stummfilmproduzenten Mack Sennett und dessen erstem Star Mabel Normand an.

## Handlung
New York, 1913. Michael Connors arbeitet bei einem Filmstudio in der Requisite. Bei einer Aufführung am Broadway sieht er Molly Adair, die als Zweitbesetzung zum Einsatz kommt. Er sieht in ihr Starpotential und macht mit ihr einen persönlichen Vertrag. Michael kann den Produzenten Lyle P. Stout überzeugen, ihm eine Chance als Regisseur für Mollys ersten Film zu geben.
Michaels Vorstellungskraft und seine Energie machen Molly schon bald zum Star. Mit seinem Partner Dave Spingold gründet er eine eigene Produktionsgesellschaft. Molly hat sich derweil in Michael verliebt. Da sie glaubt, er sei nur an Filmen interessiert, heiratet sie ihren Kollegen Nicky Hayden. Michael erfährt von der Hochzeit und verfällt in Depressionen, da er selber in Molly verliebt ist.
Michaels Ruf leidet, während Molly und Nicky immer berühmter werden. Mit Daves und Mollys Hilfe bekommt er jedoch die Chance, bei Mollys neuestem Film wieder Regie zu führen. Kurz vor Ende der Dreharbeiten kommt Nicky bei einem Verkehrsunfall ums Leben, Molly wird schwer verletzt. Mr. Roberts, der das Filmprojekt finanziert, fordert von Michael, den Film mit Doubles fertigzustellen. Michael weigert sich und nimmt die bisher gefilmten Rollen an sich, bis er Molly zur Rückkehr an das Filmset bringen kann.
Zwischenzeitlich hat Michael seinen ersten Tonfilm, Der Jazzsänger, fertiggestellt. Der Film wird ein großer Erfolg. Michael kann Roberts überzeugen, den unvollendeten Film als Tonfilm zu Ende zu bringen. Michaels Enthusiasmus lässt auch Mollys Lebenskraft erblühen. Auch der neue Film wird zum Erfolg.

## Produktion
Gedreht wurde ab dem 31. Mai 1939 in Chatsworth, in den Studios der 20th Century Fox in Los Angeles sowie am Rogers Dry Lake.
Während Irving Cummings die Verantwortung als Regisseur trug, inszenierte Malcom St. Clair die Stummfilmszenen, zu denen er auch das Drehbuch schrieb. Buster Keaton war der Regisseur seiner eigenen Szenen.
Der Academy of Motion Picture Arts and Sciences zufolge war dies der erste Film in dem Farb- und Schwarzweißfilm kombiniert wurde.

## Stab und Besetzung
Richard Day und Wiard Ihnen waren die Art Directors, Thomas Little der Szenenbildner. Herschel McCoy sorgte für die Kostüme, Eugene Grossman und Roger Heman sr. für den Ton. Louis Silvers war der musikalische Direktor.
Gastauftritte absolvierten die Keystone Kops Eddie Collins, Hank Mann, James Finlayson, Snub Pollard und Heinie Conklin. Al Jolson spielte eine Szene aus Der Jazzsänger nach. Mack Sennett selber hielt in einer Szene eine Lobesrede auf Molly Adair.
In kleinen nicht im Abspann erwähnten Nebenrollen traten Sam Ash, Georgia Caine, Edward Earle, Franklyn Farnum, Harold Goodwin, Fay Helm, J. Anthony Hughes, Victor Potel und Cyril Ring auf.

## Veröffentlichung
Die Premiere des Films fand am 13. Oktober 1939 statt. In der Bundesrepublik Deutschland wurde er am 24. Juni 1990 im deutschen Fernsehen ausgestrahlt.

## Kritiken
Das Lexikon des internationalen Films schrieb: „Hollywood-Reminiszenz an die eigenen „goldenen“ Anfänge in den Stummfilmzeiten, gestaltet nach der Biographie von Mack Sennett, der auch als Supervisor fungierte. Am gelungensten sind die komödiantischen Passagen und Slapstickeinlagen im Stummfilmstil.“